# Пальма, Баудильо
Баудильо Пальма (исп. Baudilio Palma; 10 июня 1874, дер. Санта-Катарина-Мита, департамент Хутьяпа, Гватемала — 17 декабря 1930, Гватемала, Гватемала) — гватемальский государственный деятель, временный президент Гватемалы (1930).

## Биография
Окончил «Основную мужскую школу» Национального центрального мужского института, где получил диплом учителя. В 1897 г. — юридический колледж права Национального университета, после чего занялся юридической практикой. После того, как он взялся за дело, которое вызывало раздражение президента Хосе Рейна Барриоса, он подвергся двухмесячному тюремному заключению. После освобождения он работал с оппозиционными кандидатами — главным образом с Хосе Леоном Кастильо. После убийства Рейны Барриоса в 1898 г. он вернулся к юридической практике, однако, после того как он выступил адвокатом своего брата Авраама в деле против одного из приближенных президента Мануэля Эстрады Кабреры в 1906 г., он был вынужден покинуть страну.
Он поселился в Сан-Педро-Суде (Гондурас), где прожил четырнадцать лет, вернувшись в Гватемалу после событий, которые привели к смещению президента Эстрады Кабрера в апреле 1920 г. Избранный в 1926 г. на пост главы государства Ласаро Чакон Гонсалес был его личным другом и в 1928 г. он назначил его в своей администрации на пост министра финансов. Он также был назначен вторым вице-президентом Гватемалы, после того как  Чакон Гонсалес перенес тяжелый инсульт, он по соглашению остальных членов кабинета, был назначен исполняющим обязанности главы государства.
13 декабря 1930 г. отставка Чакона была принята парламентом и были подтверждены полномочия его преемника. 16 декабря 1930 г. его президентские полномочия в поздравительной телеграмме признал президент Соединенных Штатов Герберт Гувер. Но уже на следующий день командующий гарнизоном Сан-Рафаэль-де-Матаморос генерал Мануэль Контрерас Ореллана в состоянии алкогольного опьянения в  сопровождении нескольких солдат ворвался в резиденцию президента и заставил написать заявление об отставке. По основной версии развития дальнейших событий затем он был убит мятежниками.  31 декабря 1930 г. парламент Гватемалы официально принял отставку Пальмы с поста главы государства.
Некоторые авторы предполагают, что не был бы убит, но сумел скрыться в Сальвадоре, где якобы и умер 19 июня 1944 г.